# Louis-Philippe Hébert (écrivain)
Pour les articles homonymes, voir Louis-Philippe Hébert et Hébert.
Louis-Philippe Hébert (Montréal, 20 décembre 1946- ) est un écrivain québécois. Il a créé, dès 1980, la première maison d'édition et de production de logiciels en français au Québec, la société Logidisque. Il a aussi mis sur pied une galerie d'objets de collection appelée LUNIVER & Cie, qui a eu pignon sur la rue Saint-Denis à Montréal pendant sept ans. Il est l'actuel éditeur des Éditions de La Grenouillère. Il a fondé en 1987 les Éditions Logiques.

## Biographie
Louis-Philippe Hébert occupe plusieurs fonctions depuis ses années de collège (Collège Ste-Marie et collège Brébeuf de Montréal) : assistant à la caméra à l'Office national du film du Canada (été de l'Expo 67), libraire à La Maison du livre à la Place Ville-Marie, professeur de français au secondaire (Polyvalente La Magdeleine), rédacteur-éditeur à la Bibliothèque Nationale et aux Archives publiques (à Ottawa), éditeur (au ministère des Postes) et responsable de l'édition française à Information Canada, réalisateur à la radio culturelle de Radio-Canada (en remplacement d'André Langevin), directeur des éditions du Jour, chargé de cours et écrivain en résidence à l'Université Laval (Québec), l'Université d'Ottawa (Ontario), l'Université du Québec à Chicoutimi, fondateur et président de Logidisque et des éditions Logiques, président et fondateur de LUNIVER & Cie, et éditeur aux éditions de La Grenouillère. Il a aussi lu des textes à la radio, été commentateur et critique (livres étrangers), en plus de créer des émissions de radio et de télévision éducatives. Il a été un temps chroniqueur (La revue des revues au journal Le Devoir). Il a également écrit des textes pour la Chaîne culturelle de la Société Radio-Canada, pour la télévision éducative et des pièces de théâtre pour la radio.
En littérature, il a publié plus de trente ouvrages entre 1967 et 2021.
Louis-Philippe Hébert publie à l'automne 2009 un roman particulièrement audacieux, Buddha Airlines, au sujet duquel André Brochu, dans Lettres québécoises, affirme qu'il s'agit d'une réussite. On y retrouve toute la révolte et l'angoisse d'un adolescent affolé par l'hyper-sexualité, l'indifférence des gens autour de lui, la recherche de l'amour sous toutes ses formes et le désir de devenir un surhomme pour sortir de cette vie. Une petite opération chirurgicale réalisée à New York par le Dr Einstein changera-t-elle sa vie ? Ce roman écrit dans la langue de l'adolescence joue sur différents niveaux de réalité.
Louis-Philippe Hébert a publié en 2010 Les poèmes d'amour et a fait paraître, en septembre 2011, Vieillir. qui a été salué par le premier Prix du Festival de poésie de Montréal en 2012. Celle d'avant, celle d'après, l'histoire d'un amour pas comme les autres, paru en novembre 2012, est un roman rapide et intense qui transporte le lecteur dans le centre-ville de Montréal. Les joies, les peines, l'attrait de l'attachement et ce qui attend au bout du tunnel, un certain bonheur trouble et violent, voilà qui résume ce livre surprenant.
Après sept ans de présence sur la rue Saint-Denis à Montréal, la galerie LUNIVER & Cie fondée par Louis-Philippe Hébert s'est déplacée sur Internet. Louis-Philippe Hébert consacre depuis lors toutes ses énergies à la préparation de M. Blacquières et de Marie Réparatrice (poèmes narratifs ou romans-poèmes) ainsi qu'au développement des éditions de La Grenouillère, maison formée à partir des éditions de la Grenouille bleue et vouée à l'écriture de création. Il participe à de nombreuses rencontres d'écrivains et de poètes un peu partout dans le monde. Il a donné des lectures à Paris, Rouen, Reims, Ivry, Buenos Aires, Moscou, Morelia, Mexico, Namur, Bruxelles, Toronto, Montréal, Québec, Saint-Petersbourg et La Rochelle.
Il reçoit l'un des prix littéraires les plus prestigieux au Canada, le Prix du Gouverneur général 2015, pour Marie Réparatrice, poésie, et, la même année, la bourse d'écrivain en résidence au Camp littéraire Félix de Saint-Jean-Port-Joli.
Parmi ses titres les plus récents se détache son roman James ou Les habits trop amples du boa constrictor (2016). Le Livre des plages (poésie) et La Bibliothèque de Sodome (nouvelles) ont aussi été salués par la critique dès leur parution dans les années 2007 et 2008.
Marie-Claude Fortin (La Presse) écrit à propos du Livre des plages:  « Un livre plein d'odeurs et de goûts, où tous nos sens sont mis à l'épreuve jusqu'au vertige », et Maxime Catellier (Ici) : « Quel cadeau magnifique... que ce livre aux accents faussement réels, vraiment rêveurs... ». À propos de La Séparation, Étienne Lalonde (Voir) parle d'« Un coup de maître », et Jean-François Crépeau (Le Canada français) développe : « Comment rendre justice à ce roman qui baigne dans la fiction délirante, sinon l'onirisme pur?... Louis-Philippe Hébert n'a rien perdu du talent et du style de quelques écrivains ayant publié chez Jacques Hébert. Ces auteurs qu'ailleurs et à une autre époque la critique aurait reconnus comme appartenant à une école littéraire, l'École du Jour. »
Michel Lord a écrit dans Lettres québécoises, en parlant de La Bibliothèque de Sodome : « Une prose vigoureuse pour esprits forts. - Près de quarante ans plus tard, l'auteur ne s'est pas assagi, mais il a choisi une voie moins opaque et fragmentée, plus lisible et liée pour pratiquer le discours narratif bref. Cette luminosité de l'écriture ne rend l'œuvre que plus étonnante encore, spectaculaire même. » Et, plus loin, il ajoute : « Sous la perfection de l'écriture se tisse un récit fort complexe, érotique et criminel dont aucun résumé ne peut rendre compte adéquatement. »

## Œuvres

### Poésie
- Les Épisodes de l'œil, Éditions de l'Estérel, printemps 1967
- Les Mangeurs de terre, Éditions du Jour, automne 1968
- Le Petit Catéchisme, Éditions de l'Hexagone, printemps 1975
- Le Livre des plages, Éditions Les Herbes rouges, printemps 2007
- Correspondance de guerre, Éditions Les Herbes rouges, printemps 2008
- La Chute de l'ange, Éditions Les Herbes rouges, printemps 2009
- Les Poèmes d'amour, Éditions Les Herbes rouges, automne 2010
- Vieillir, Éditions Les Herbes rouges, automne 2011
- Monsieur Blacquières, Éditions de La Grenouillère, hiver 2014
- Marie Réparatrice, Éditions de La Grenouillère, 2014
- The Sandcastle Diary, Bookland Press, Toronto, spring 2014
- Le dernier catéchisme illustré, Éditions de La Grenouillère, automne 2018
- Voyages en train avec ma sœur, Éditions de La Grenouillère, automne 2019
- Le View-Master, Éditions de La Grenouillère, automne 2019
- Les noces de la plus grosse femme au monde et de l'homme-serpent, Éditions de La Grenouillère, automne 2022

### Romans
- La Séparation, Éditions Les Herbes rouges, automne 2007
- Buddha Airlines, Éditions Les Herbes rouges, automne 2009
- Celle d'avant, celle d'après, Lévesque éditeur, coll. « Réverbérations », automne 2012
- La Cadillac du Docteur Watson, Lévesque éditeur, coll. « Réverbérations », automne 2013
- James ou les habits trop amples du boa constrictor, Lévesque éditeur, printemps 2016
- Un homme discret, Lévesque éditeur, printemps 2017
- Le spectacle de la mort, Lévesque éditeur, printemps 2018
- Le meilleur tour de magie de David Cloverfield, Lévesque éditeur, automne 2022

### Recueils de nouvelles
- Le Roi Jaune, Éditions du Jour, automne 1969
- Récits des temps ordinaires, Éditions du Jour, automne 1970
- Le Cinéma de Petite-Rivière, Éditions du Jour, automne 1971
- Textes extraits de vanille, Éditions de l'Aurore, automne 1972
- Textes d'accompagnement, Éditions de l'Aurore, automne 1973
- La Manufacture de machines, Éditions Quinze, automne 1976 ; réédition, XYZ, hiver 2001
- Manuscrit trouvé dans une valise, Éditions Quinze, printemps 1979
- La Bibliothèque de Sodome, Éditions Les Herbes rouges, automne 2008
- Les Ponts de glace sont toujours fragiles, Lévesque éditeur, printemps 2015
- Petit-Chagrin ou Il ne faut pas laisser un être doux jouer avec des couteaux, Lévesque éditeur, printemps 2019
- Essais cliniques aux laboratoires Donadieu, Lévesque éditeur, printemps 2020

### Théâtre

#### Pour la scène
- Je suis un chien, Éditions de La Grenouillère, printemps 2013

#### Pour la radio
- Par personnes interposées, émission Premières, réal. : André Major, SRC, 1975
- L'Instituteur en proie aux glissements mimétiques, avec Edgar Fruitier dans le rôle-titre, émission La Feuillaison, réal : Gérard Binet, SRC, 1977
- L'Antiquaire des années 2020, revue Imagine, avec Gérard Poirier et Monique Miller dans les rôles principaux, émission Premières, réal. : Pierre Villon, SRC, 1977

#### Documentaires radiophoniques
- Lewis Carroll au pays d'Alice, émission Horizons, réal. : Gilles Archambault, SRC, 1976
- Marcel Schwob, un oublié, émission Horizons, réal. : Gilles Archambault, SRC, 1977
- Plaisir à Donald Barthelme, émission Horizons, réal. : Gilles Archambault, SRC, 1977
- La Fortune de Raymond Roussel, émission Documents, réal. : Pierre Villon, SRC, 1977
- Carlos Castaneda et la petite fumée, émission Documents, réal. : Pierre Villon, SRC, 1977
- Les Bêtes au cinéma, émission Documents, réal. : Pierre Villon, SRC, 1978
- La Jeune Poésie québécoise, partie 1 (les auteurs) et partie 2 (les éditeurs), émissions produites dans le cadre de la Communauté radiophonique des programmes de langue française (France, Suisse, Belgique, Canada), réal. : André Major, SRC, 1978
- Le Monde de la science-fiction, émission Horizons, réal. : Gilles Archambault, SRC, 1979
- Saint-Denis-sur-Richelieu, émission Un écrivain et son pays, réal. : Pierre Villon, SRC, 1979

#### Textes de création lus à la radio
- Le Cinéma de Petite-Rivière, avec Léo Ilial et Monique Miller, émission L'atelier des inédits, réal. : Gilbert Picard, SRC 1973
- Textes extraits de vanille, avec Léo Ilial et Monique Miller, émission L'atelier des inédits, réal. : Gilbert Picard, SRC 1974
- Le Port de Talon-Haut, avec Léo Ilial et Monique Miller, émission L'atelier des inédits, réal. : Gilbert Picard, SRC 1977

### Traduction
- En eaux troubles, titre original : Burning Water, de George Bowering, éditions Quinze, automne 1980

### Textes théoriques en revue
« L'angoisse scientifique » revue Alliage, nos 57-58, Université de Nice, 2009
« L'éloge de la banalité », Rencontre internationale des écrivains, revue Liberté,Mont Gabriel,1982
« Pour une machine à lire », Journal Hobo-Québec, Montréal, 1981
« La mécanisation de l'écriture », Colloque de Cerisy, La nouvelle barre du jour, no 104,1980
« La fiction-science », La nouvelle barre du jour, nos 92-93, numéro spécial dirigé par Roger Des Roches et Louis-Philippe Hébert, Montréal,1979
« Quebec new literature : 1960-1980 », Conférence LOTA, Literature Of The America, University of Arizona,Tucson, USA ,1979
« Écriture et réalité : fictions », Rencontre internationale des écrivains, Mont Gabriel,1978

### Réalisations radiophoniques
La science-fiction, l'avenir et l'avenir de la science-fiction, Horizons, SRC radio culturelle FM, 1978, invité : Gérard Klein
René Goscinny et la bande dessinée en France vus par le Sombre Vilain, Documents, SRC radio culturelle FM, 1978, recherche et texte : Jacques Hurtubise, invités : Albert Uderzo et Henri Filippini, comédiens : Claude Gay et Jean-Louis Millette
Au-delà de la science : fiction, Les après-midi de la culture, SRC radio culturelle FM, 1978 (série de six émissions), recherche et texte : Roger Des Roches et Germain Beauchamp
Un écrivain et son pays,  SRC radio culturelle FM, (série de six émissions),1979, textes d'une heure de : Nicole Brossard, Jean-Marie Poupart, Louis Caron, Yves Beauchemin, Gabrielle Poulin, François Hébert
La vie est un jeu : émission ludique, SRC radio culturelle FM, 1978, textes de : Claude Beausoleil, François Hébert, Claude Robitaille, François Ricard
L'aide gouvernementale aux arts : le point de vue des fonctionnaires, Le Pont des arts, SRC radio culturelle FM, 1978 (série de 13 émissions), recherche et réalisation : Louis-Philippe Hébert, texte : Jacques Benoît, animation : Jacques Fauteux
L'aide gouvernementale aux arts :  le point de vue des artistes, Le Pont des arts, SRC radio culturelle FM, 1978 (série de 13 émissions) Vancouver, Edmonton, Saskatoon, Saint-Boniface, Toronto, Ottawa, Montréal, Chicoutimi, Québec, Matane, Rimouski, Moncton et vue d'ensemble, recherche et réalisation : Louis-Philippe Hébert, texte : Jacques Benoît,animation : Jacques Fauteux

### Ouvrage en collaboration
- Vivre du logiciel, en collaboration avec Me Michel Racicot et Yves Leclerc, Éditions Logiques, 1989

### Œuvres traduites de Louis-Philippe Hébert
- Ya te dije por qué no queria envejecer? (Vieillir, tome 1), poesía mayor, Adrien Pelleumail, traducteur, Editorial Leviatan, 2014, Argentine
- Poème o lubvi (Les Poèmes d'amour), Alexander Orlov, traducteur, Donomnilit, 2014, Russie
- The Girl Before, the Girl After (Celle d'avant, celle d'après), Jonathan Kaplansky, traducteur, Quattro Books, Canada
- La mascara de la muerte (Vieillir, tome 2), poesía mayor, Adrien Pelleumail, traducteur, Editorial Leviatan, 2015, Argentine
- Plyazhnye zapiski (Le Livre des plages), Alexander Orlov, traducteur, Donomnilit, 2015, Russie
- Çimərlik Gündəliyi (Le Livre des plages), Sabir Jabbarov, traducteur, World Editions, 2015, Azerbaijan
- Marie Vindecătoarea (Marie Réparatrice), Flavia Cosma, traductrice, Ars Longa, 2015, Roumanie
- Avialinii Bydda (Buddha Airlines), Alexander Orlov, traducteur, Donomnilit, 2015, Russie
- Knouts Sveta (La Fin du monde, réunissant Correspondance de guerre, La Chute de l'ange et Vieillir), Alexander Orlov, traducteur, Donomnilit, 2016, Russie
- Mary The Life Saver (Marie Réparatrice), Ardeth Neale, traductrice, BookLand Press, 2015, Canada
- Расставание (La Séparation), Alexander Orlov, traducteur, Donomnilit, 2016, Russie
- Bиблиотека Sодомa (La Bibliothèque de Sodome), Alexander Orlov, traducteur, Donomnilit, 2017, Russie
- Mister Blackhurst (Monsieur Blacquières), Ardeth Neale, traductrice, BookLand Press, 2018, Canada
- Maria Reparadora (Marie Réparatrice), Françoise Roy, traductrice, Mantis Editores, 2019, Mexico
- Spectacolul Mortii (Les spectacles de la mort), Christian Tamas, traducteur, Ars Longa, 2020, Roumanie
- Duermevela, sol negro  (Sommeil, soleil noir), Françoise Roy, traductrice, Mantis Editores, 2020, Mexico
- Virusul oboselii (Le virus de la fatigue), Christian Tamas, traducteur, Ars Longa, 2021, Roumanie
- Experimente clinique la laboratoarele Donadieu (Essais cliniques aux laboratoires Donadieu), Christian Tamas, traducteur, Ars Longa, 2021, Roumanie
- Duermevela, sol negro (Sommeil, soleil noir), Françoise Roy, traductrice, Mantis Editores, 2020, Mexico
- Cel mai bun numar de magie al lui David Cloverfield (Le meilleur tour de magie de David Cloverfield), Christian Tamas, traducteur, Ars Longa, 2024

## Prix et distinctions
- Louis-Philippe Hébert est récipiendaire du prix Fierté Montréal à sept reprises, entre 1982 et 1996.
- Prix du français en informatique 1991 décerné par l'Office de la langue française reconnaissant la société LOGIDISQUE qu'il a fondée et dirigée.
- Il reçoit plusieurs prix et certificats de mérite de la part de la FIQ, la Fédération informatique du Québec.
- Il est décoré de l'Ordre des francophones d'Amérique en 1985, pour son apport à la qualité du français autant par son œuvre littéraire que par ses réalisations en informatique.
- Grand prix Québecor du Festival international de la poésie 2008 pour son livre Le Livre des plages, paru aux éditions Les Herbes rouges. Aussi finaliste au prix Alain-Grandbois, la même année, pour le même livre.
- Prix Brigitte-Fontaine 2010 pour La Chute de l'ange.
- Prix du Festival de poésie de Montréal pour Vieillir en juin 2012.
- Il reçoit le prix d'excellence de la SODEP en 2013 pour « le meilleur texte d'opinion critique sur une œuvre littéraire », texte intitulé J'étais enfant, (portant sur le livre de poésie-jeunesse La Saison des fantômes d'André Roy), texte publié dans la Revue Estuaire, no 148.
- Ouvrage collectif : Prix Saint-Denys-Garneau pour le livre d'art Pixel paru en 2010.
- Résidence Bruno-Roy, séjour et bourse d'écriture, Saint-Jean-Port-Joli, 2015.
- Prix littéraire du Gouverneur Général (GG) 2015, pour Marie Réparatrice.
- Créateur de l'année par le Conseil des arts et des lettres du Québec (CALQ), lors des Grands prix de la culture des Laurentides, remis par le Conseil de la culture des Laurentides en 2016.